# Autovía A-34
Die Autovía A-34 ist eine Autobahn in Spanien. Vormals war sie die N-340, die zur Autovia aufgestuft wurde. Sie beginnt in L’Hospitalet de l’Infant und endet in Vila-seca.